# (467090) 2016 EX7
(467090) 2016 EX7 es un asteroide perteneciente al cinturón de asteroides, descubierto el 31 de marzo de 2009 por el equipo Spacewatch desde el Observatorio Nacional de Kitt Peak (Arizona, Estados Unidos).